# 若宮井路笹無田石拱橋

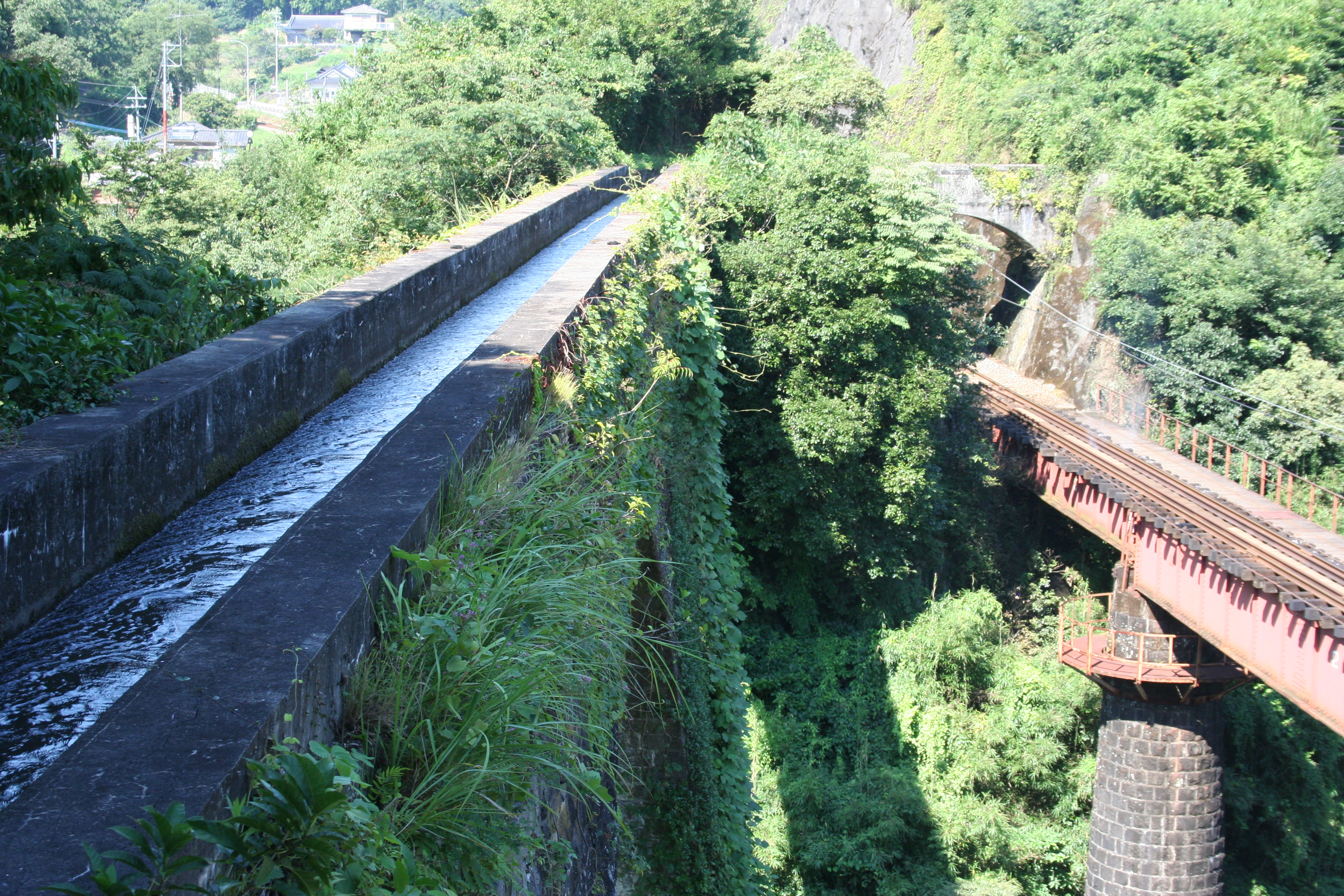
若宮井路笹無田石拱橋の水路

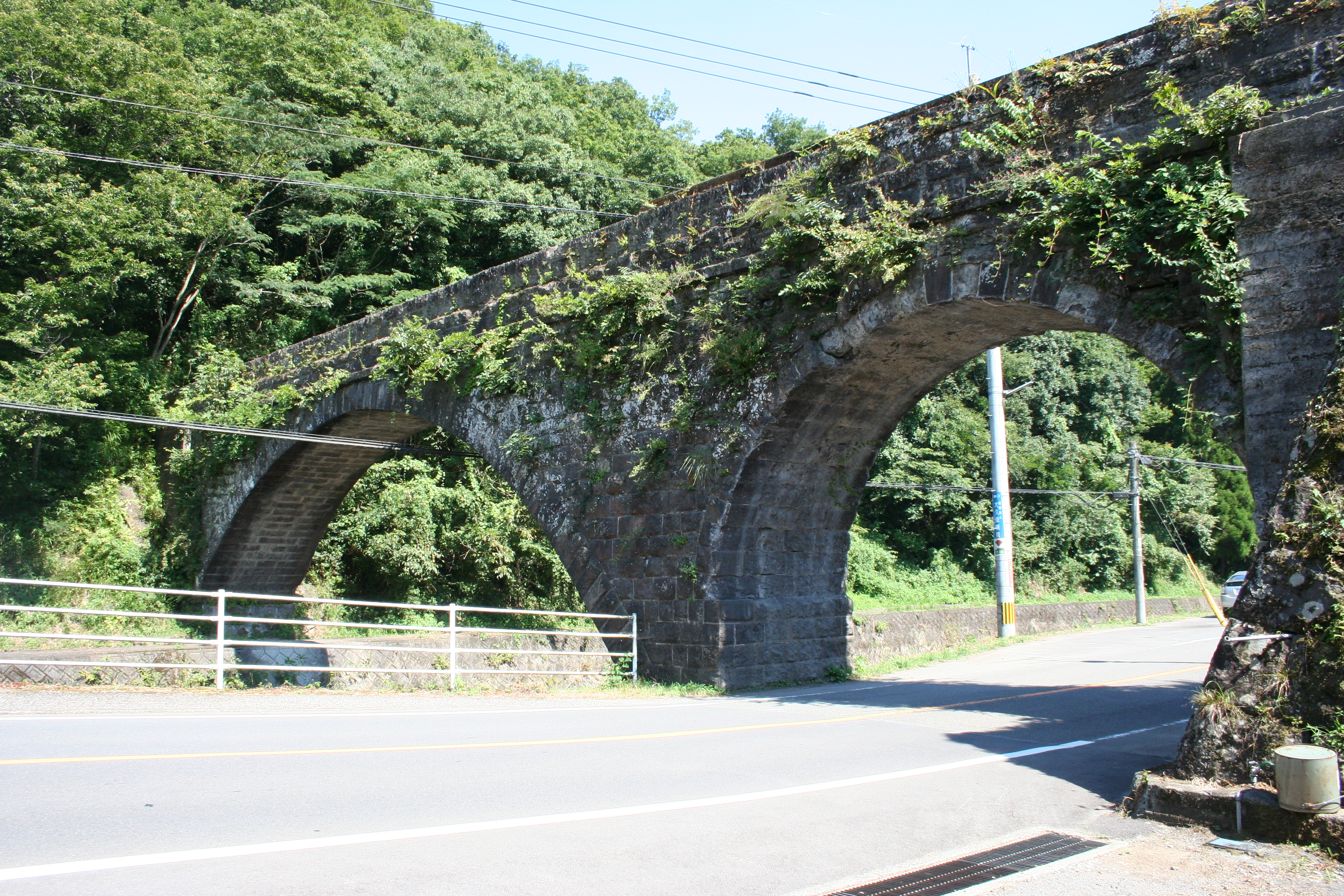
笹無田石拱橋の上流にある水路橋、若宮井路鏡石拱橋。

若宮井路笹無田石拱橋（わかみやいろ ささむたせっこうきょう）は、大分県竹田市挟田の笹無田川に架かる石造2連アーチ橋の水路橋である。1996年（平成8年）12月20日に国の登録有形文化財に登録されている。

## 概要
竹田市の稲葉川から取水した水を、現在の大分県豊後大野市朝地地区に送水する若宮井路の一部として、笹無田川及び道路を越えるために設けられた水路橋で、橋高30.0m、径間21.5mと非常に大きなアーチで構成された巨大な石造アーチ橋である。
1901年（明治34年）の通水当初は鉄管サイフォン式であったが、1903年（明治36年）に破裂したため木造橋が設けられた。その後、恒久的な施設とするため、1916年（大正5年）に石橋の完成を見たものの、そのわずか5日後に崩壊したため再度建設が進められ、1917年（大正6年）に現在の橋が竣工した。

## 諸元
- 所在地：大分県竹田市大字挟田
- 河川：大野川水系笹無田川
- 形式：2連石造アーチ橋
- 橋長：59.0m
- 橋高：30.0m
- 幅員：4.0m
- 径間（アーチの幅）：21.5m
- 拱矢（アーチの高さ）：9.0m
- 竣工：1917年（大正6年）
- 設計者：工藤虎彦
- 管理者：朝地町土地改良区
- 文化財等：国の登録有形文化財

## 交通アクセス
- JR九州豊肥本線豊後竹田駅より大野竹田バス大分方面行きバスで濁淵停留所下車、徒歩約2分